# Folkeopstanden Sankt Jørgens Nat (23. april 1343)
Folkeopstanden Sankt Jørgens Nat (estisk: Jüriöö ülestõus) var et folkeoprør under dansk konge, som begyndte Sankt Jørgens nat, den 23. april 1343 i Harrien (Harjumaa) og herfra hurtigt spredtes til Wiek (Läänemaa) og Øsel (Saaremaa) – alle provinser i Estland. Folkeopstanden blev nedkæmpet af Den Liviske Orden (estisk: Liivi ordu), der på samme tid lå i krig med Republikken Pskov (estisk: Pihkva vürstiriik). Hærenheder fra Den Liviske Orden blev hurtigt bragt fra det østlige til det centrale Estland.
Folkeopstanden og dennes nedkæmpelse ved Den Liviske Orden var medvirkende til, at Valdemar Atterdag valgte at sælge den danske krones besiddelser til ordenen frem for at overdrage dem til markgreven af Brandenburg (som det ellers oprindelig havde været planlagt). Den sum, som han modtog herfor, var stærkt medvirkende til, at Valdemar Atterdag genvandt magten over det under tidligere konger pantsatte danske rige.